# Улофстрем (комуна)
Комуна Улофстрем (швед. Olofströms kommun) — адміністративно-територіальна одиниця місцевого самоврядування, що розташована в лені Блекінґе, у південній Швеції. Територія комуни має загальну площу 415,43 кв. км. 
Адміністративним центром комуни Улофстрем є однойменне місто.

## Населення
Населення становить 13 081 чоловік (станом на червень 2012 року). 
| Кількість населення комуни Улофстрем за 1810-2010 роки | Кількість населення комуни Улофстрем за 1810-2010 роки | Кількість населення комуни Улофстрем за 1810-2010 роки | Кількість населення комуни Улофстрем за 1810-2010 роки | Кількість населення комуни Улофстрем за 1810-2010 роки |
| ------------------------------------------------------ | ------------------------------------------------------ | ------------------------------------------------------ | ------------------------------------------------------ | ------------------------------------------------------ |
| Рік                                                    |                                                        |                                                        | Населення                                              |                                                        |
| 1810                                                   | 1810                                                   |                                                        | 5 637                                                  | 5 637                                                  |
| 1820                                                   | 1820                                                   |                                                        | 6 562                                                  | 6 562                                                  |
| 1830                                                   | 1830                                                   |                                                        | 7 690                                                  | 7 690                                                  |
| 1840                                                   | 1840                                                   |                                                        | 8 411                                                  | 8 411                                                  |
| 1850                                                   | 1850                                                   |                                                        | 9 268                                                  | 9 268                                                  |
| 1860                                                   | 1860                                                   |                                                        | 10 038                                                 | 10 038                                                 |
| 1870                                                   | 1870                                                   |                                                        | 10 048                                                 | 10 048                                                 |
| 1880                                                   | 1880                                                   |                                                        | 10 777                                                 | 10 777                                                 |
| 1890                                                   | 1890                                                   |                                                        | 10 572                                                 | 10 572                                                 |
| 1900                                                   | 1900                                                   |                                                        | 10 803                                                 | 10 803                                                 |
| 1910                                                   | 1910                                                   |                                                        | 10 527                                                 | 10 527                                                 |
| 1920                                                   | 1920                                                   |                                                        | 10 398                                                 | 10 398                                                 |
| 1930                                                   | 1930                                                   |                                                        | 9 600                                                  | 9 600                                                  |
| 1940                                                   | 1940                                                   |                                                        | 10 934                                                 | 10 934                                                 |
| 1950                                                   | 1950                                                   |                                                        | 11 512                                                 | 11 512                                                 |
| 1960                                                   | 1960                                                   |                                                        | 13 841                                                 | 13 841                                                 |
| 1970                                                   | 1970                                                   |                                                        | 17 565                                                 | 17 565                                                 |
| 1980                                                   | 1980                                                   |                                                        | 15 630                                                 | 15 630                                                 |
| 1990                                                   | 1990                                                   |                                                        | 15 054                                                 | 15 054                                                 |
| 2000                                                   | 2000                                                   |                                                        | 14 005                                                 | 14 005                                                 |
| 2010                                                   | 2010                                                   |                                                        | 12 988                                                 | 12 988                                                 |
| Джерело: SCB                                           |                                                        |                                                        |                                                        |                                                        |

## Населені пункти

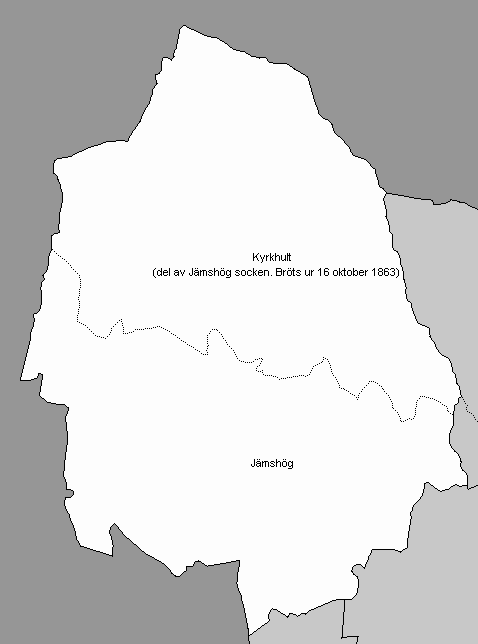
Колишні громади в комуні Улофстрем

До складу комуни входять населені пункти:
- Улофстрем (Olofström)
- Ємсгег (Jämshög)
- Чиркгульт (Kyrkhult)
- Вільсгульт (Vilshult)
- Гренум (Gränum)
- Біскопсмола і Геммігсмола (Biskopsmåla och del av Hemmingsmåla)
- Гемше (Hemsjö)